# Alfredo Gollini
Alfredo Gollini (ur. 24 grudnia 1881 w Modenie, zm. 22 kwietnia 1957 tamże) – włoski gimnastyk, medalista olimpijski.
W 1912 r. reprezentował barwy Zjednoczonego Królestwa Włoch na letnich igrzyskach olimpijskich w Sztokholmie, zdobywając złoty medal w wieloboju drużynowym. 